# Ladislav Nižňanský
 (mars 2013).
Si vous disposez d'ouvrages ou d'articles de référence ou si vous connaissez des sites web de qualité traitant du thème abordé ici, merci de compléter l'article en donnant les références utiles à sa vérifiabilité et en les liant à la section « Notes et références ».
Ladislav Nižňanský (24 octobre 1917 - 23 décembre 2011 à Munich) est un ancien militaire slovaque qui a obtenu la nationalité allemande, après avoir été impliqué dans le soutien aux Allemands, qui occupaient alors son pays, depuis l'envahissement par les Allemands de la Tchécoslovaquie en mars 1939. 
Il est, en 1945, l'un des commandants de l'unité spéciale allemande Edelweiss, chargée de combattre puis de tuer le maximum de résistants tchèques et slovaques et, pour ceux qui étaient blessés ou arrêtés en vie, de les exécuter sommairement. Cette troupe spéciale avait été fondée en septembre 1944 par le commandement militaire allemand en Tchécoslovaquie et était composée de militaires allemands, de personnels de la S.S. et de collaborateurs, notamment d'origine slovaque.  
Après la Seconde Guerre mondiale, il quitte la Tchécoslovaquie et se réfugie dans la zone de l'Allemagne conquise par les puissances alliées occidentales, ladite zone devenant en mars 1949 la République fédérale d'Allemagne.   
Les autorités allemandes lui accordent la nationalité allemande en 1996, faisant suite à sa demande formulée des années auparavant.     
En 2004, un procès qui le concerne va durer quinze mois et se déroule alors à Munich, en Allemagne. 
Niznansky est jugé pour avoir ordonné le massacre de 146 civils dans les villages slovaques de Klak et d'Ostrý Grúň le 21 janvier 1945, et celui de 18 juifs à Kšinná le 7 février 1945. 
Faute de témoins survivants, le parquet a acquitté l'octogénaire. 
L'accusé n'a cessé d'ailleurs de clamer son innocence, affirmant avoir rejoint cette unité pour éviter d'être déporté dans un camp, après avoir été arrêté à la suite de sa participation au soulèvement populaire en Tchécoslovaquie.
Ladislav Niznasky a affirmé qu'il regrettait vivement les victimes parmi la population civile.